# Sid (groupe)
Pour les articles homonymes, voir Sid.
Sid (シド) est un groupe de rock Japonais. La chanson Monochrome no Kiss a été choisie comme premier générique d'ouverture de Black Butler, la chanson Ranbu no Melody a été choisie comme treizième générique d'ouverture de Bleach, "V.I.P'' a été choisie comme premier générique d'ouverture de Magi: The Labyrinth of Magic "Uso" premier générique de fin de Fullmetal Alchemist: Brotherhood ainsi que "Rain" cinquième générique d'ouverture de Fullmetal Alchemist: Brotherhood. En août 2014 le groupe a sorti le single ENAMEL écrit pour l'opening de l'anime Black Butler pour un arc spécial, Book of Circus.

## Histoire
C'est en mai 2003 qu'est né le groupe SID, composé du chanteur Mao et du bassiste Aki. Très vite le duo accueille Shinji et Yuya le batteur. Les chansons de SID se distinguent par la douce voix de Mao qui se marie parfaitement avec les mélodies composées par Shinji. Fluctuant entre pop-rock et rock, le style de ce groupe est également enrichi de touche jazzy, le tout agrémenté parfois d'un accompagnement au violon. Les textes sont essentiellement écrits par Mao.
En 2012, le bassiste Aki participe au groupe temporaire Halloween Junky Orchestra de Hyde.

## Formation
- MAO (Masao) – Chant
- AKI (Akihito) – Basse
- SHINJI (Shinji) – Guitare
- YUYA (Yuya) – Batterie